# Beth Norton
Beth Norton (13 giugno 1957) è un'ex tennista statunitense.

## Carriera
In carriera ha vinto un titolo in singolare, il Virginia Slims of Central New York nel 1976. Nei tornei del Grande Slam ha ottenuto il suo miglior risultato raggiungendo i quarti di finale di doppio agli Australian Open nel 1978 e nel 1982.

## Statistiche

### Singolare

#### Vittorie (1)
| Numero | Anno           | Torneo                                         | Superficie | Avversaria in finale | Punteggio     |
| 1.     | 22 agosto 1976 | Virginia Slims of Central New York, Monticello | Cemento    | Ruta Gerulaitis      | 1-6, 7-5, 6-3 |

### Singolare

#### Finali perse (1)
| Numero | Anno             | Torneo                           | Superficie | Avversaria in finale | Punteggio     |
| 1.     | 17 dicembre 1978 | Southern Cross Classic, Adelaide | Erba       | Kerry Melville Reid  | 5-7, 7-6, 1-6 |